# Сулејман Челебија
Сулејман Челебија (тур. Süleyman Çelebi; 1377—17.02. 1411) је био први син султана Бајазита I (1389—1403) и владар дела Османског царства (1402—1411), током Грађанског рата који уследио након Ангорске битке 1402. године. У истом периоду је подржавао Бранковиће и Вука Лазаревића у борби против деспота Стефана Лазаревића (кнез 1389 — 1402, деспот 1402—1427).
Према наводима савременика, Сулејман је био познат по својој љубави према пићу и разврату, а сматра се да је гајио неку врсту наклоности према хришћанству, што су му поједини муслимански саплеменици замерали. Византијски хроничари га карактеришу као храброг војника (Халкокондил), али и као нежног, простодушног, саосећајног и великодушног човека (Дука).

## Биографија
Рођен је највероватније 1377. године.
Учествовао је у бици код Ангоре и уз помоћ српских трупа под вођством Стефана Лазаревића је успео да се пробије из обруча и спасе из битке. Повукао се ка Бурси, а затим је прешао у Европу и 20.08. је ушао у Галипољ. Он је преузео контролу над европским делом Османског царства и покушао је да свој власт прошири и на Србију. Његове снаге су контролом копнених путева онемогућили Стефана Лазаревића да се копном врати у Србију, што је Сулејмановом штићенику Ђурђу Бранковићу пружило могућност да се пре њега врати кући. Уз помоћ својих и Сулејманових снага, он је покушао да на Косову заустави Стефанов повратак, али су њихове поражене у бици код Трипоља.
Сулејман је свој положај учврстио повезивањем са неким хришћанским државама на Балкану, првенствено Византијом, којој је, према споразуму са почетка 1403. године, вратио Солун са околином и низ градова на обали Мраморног и Црног мора, а византијског цара је ослободио вазалних обавеза и плаћања харача.
Током наредних година, он је проширио своју власт и на део Мале Азије, можда победом над својим млађим братом Исом. Крајем 1408. године примио је кнеза Вука Лазаревића и почетком идуће године је покренуо офанзиву на Србију, као подршку Вуковим захтевима да му буде деспот Стефан додели део државе на управу. Нови напад је отпочео у јуну, а претходно су се у борбе на деспотовој страни укључиле снаге краља Жигмунда Луксембуршког (1387—1437). После жестоких борби вођених током лета, Сулејманове снаге су потиснуле Стефана до самог Београда, после чега је он отпочео са преговорима са Вуком који су довели до поделе земље. Млађем брату су припали простори јужно од Западне Мораве и он је у њима владао као самосталан владар који признаје Сулејманову врховну власт.
Почетком 1410. године, његов брат Мехмед (I), који је контролисао већи део Мале Азије, послао је њиховог преосталог брата Мусу у Европу, да сузбије Сулејмана. Његове присталице и хришћански савезници су почетком године заузели Галипољ, а 13.02. су потукли Сулејмановог беглер-бега Синана, код Јамбола, што је приморало Сулејмана, који се тада налазио у Малој Азији, да се врати на Европски континент.
Он је у мају исте године обновио свој споразум са византијским царем Манојлом II, који је пребацио његове трупе у Европу. Том приликом се он можда оженио и ћерком Манојловог брата, деспота Теодора I. Његове снаге су 15.06. потукле Мусине, у бици код Космидиона, у предграђу Цариграда. После ње је поново покушао да искористи одсуство деспота Стефана, који се борио на Мусиној страни и да преко Вука Лазаревића и Лазара Бранковића преузме контролу над Србијом. Његов план су осујетиле Мусине присталице које су их 05.07. заробиле код Филипоља и касније погубиле.
Иако је поново потукао Мусине снаге 11.07. код Хадријанопоља, његове присталице су прелазиле на Мусину страну, превасходно због његовог бескомпромисног става према Византији, са којом је Сулејман тесно сарађивао. Почетком 1411. године Муса је код Сердике потукао Сулејманове снаге, што је практично представљало и крај рата међу њима. Сулејман је након тога схватио да губи упориште и у самом Хадријанопољу, због чега је побегао из града и кренуо ка Цариграду. На том путу, он је 17.02. погинуо код Дугунчи Ила, а у извори се појављује више верзија његове смрти, према којима он или убијен током бекства или је ухваћен и задављен по Мусином наређењу.
Његов син Орхан је, уз подршку Византије, покушао да се после његове смрт умеша у борбе око власти, у чему није успео. Сулејманов унук, који се такође звао Орхан, је живео у Цариграду и са својим људима је учествовао у последњој одбрани града, који су Османлије опседале, током пролећа 1453. године. Он је и погинуо, за време завршних борби које су уследиле 29.05., у којима је страдао и последњи византијски цар Константин XI Драгаш (1449—1453), син Манојла II.